# Диона (спутник)
Дио́на (др.-греч. Διώνη, лат. Dione), или Сатурн IV — четвёртый по величине спутник Сатурна и четвёртый по удалённости от планеты среди семи наиболее крупных спутников последней. Является пятнадцатым по массе и величине спутником в Солнечной системе.
Имеет два коорбитальных спутника — Елену и Полидевка.

## История открытия и названия
Диону открыл Джованни Кассини в 1684. Он назвал 4 открытых им спутника Сатурна «звёздами Людовика» (лат. Sidera Lodoicea) в честь короля Франции Людовика XIV. Астрономы долгое время обозначали Диону как «четвёртый спутник Сатурна» (Saturn IV).
Современное название спутника предложил Джон Гершель (сын Уильяма Гершеля) в 1847. Он выдвинул идею назвать семь известных на тот момент спутников Сатурна именами титанов — братьев и сестёр Кроноса (аналога Сатурна в греческой мифологии).

## Физические характеристики
Диона очень похожа на другой спутник Сатурна — Рею. Оба тела имеют схожие состав, альбедо и характеристики поверхности. У обоих спутников резко различаются ведущее и заднее полушария (такое деление обусловлено тем, что спутники всегда повёрнуты к Сатурну одной стороной и одно из полушарий «смотрит» в сторону движения спутника по орбите).
Диона состоит преимущественно из водяного льда со значительной примесью каменных пород во внутренних слоях (судя по плотности спутника).
Ведущее полушарие Дионы сильно кратерировано и однородно по яркости. Заднее полушарие содержит тёмные участки, а также паутину тонких светлых полосок, являющихся ледяными хребтами и обрывами. Согласно данным «Кассини», некоторые из них имеют высоту в несколько сотен метров. Ряд полосок проходит через кратеры, что говорит о более позднем появлении обрывов. Ранее полагали, что светлые полосы вызваны криовулканизмом, но это оказалось не так.
На Дионе имеются сильно и слабо кратерированные области. Многие из наиболее кратерированных областей находятся на заднем полушарии спутника, в то время как, согласно расчётам, наибольшей метеоритной бомбардировке должно подвергаться ведущее полушарие. Возможно, когда-то Диона была развёрнута в результате удара крупного небесного тела. Судя по обилию крупных кратеров на Дионе, такой разворот мог происходить неоднократно. Однако её нынешняя ориентация существует в течение миллиардов лет, о чём говорит высокая кратерированность и светлый цвет ведущего полушария.
На Дионе кратеры не имеют таких высоких стенок и центральных горок, как на Луне и Меркурии. По-видимому, из-за пластичности льда детали рельефа сглаживаются в течение геологически значимых промежутков времени (аналогичные процессы идут также на Каллисто).
Диона имеет тонкую атмосферу, содержащую ионы кислорода с плотностью примерно в один ион на 11 см3.
В мае 2013 года на основе данных «Кассини» специалисты из лаборатории реактивного движения НАСА выдвинули предположение, что под поверхностью Дионы может быть или когда-то был океан.

## Галерея

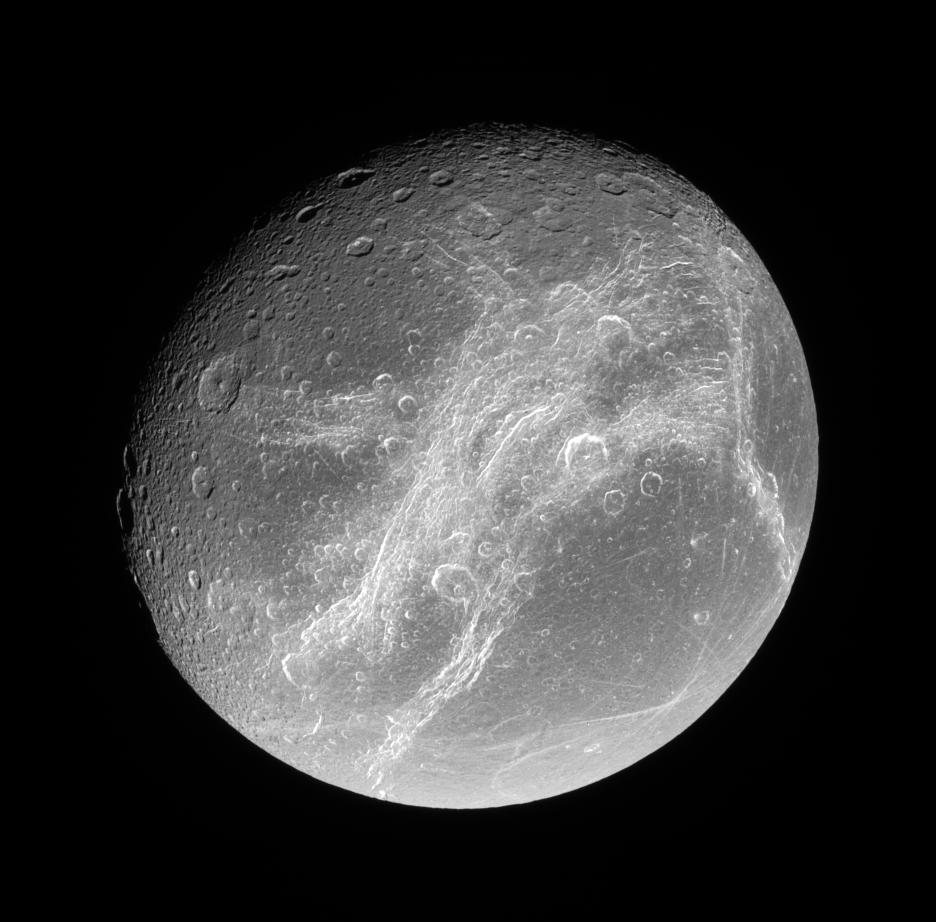
Светлые полосы на Дионе
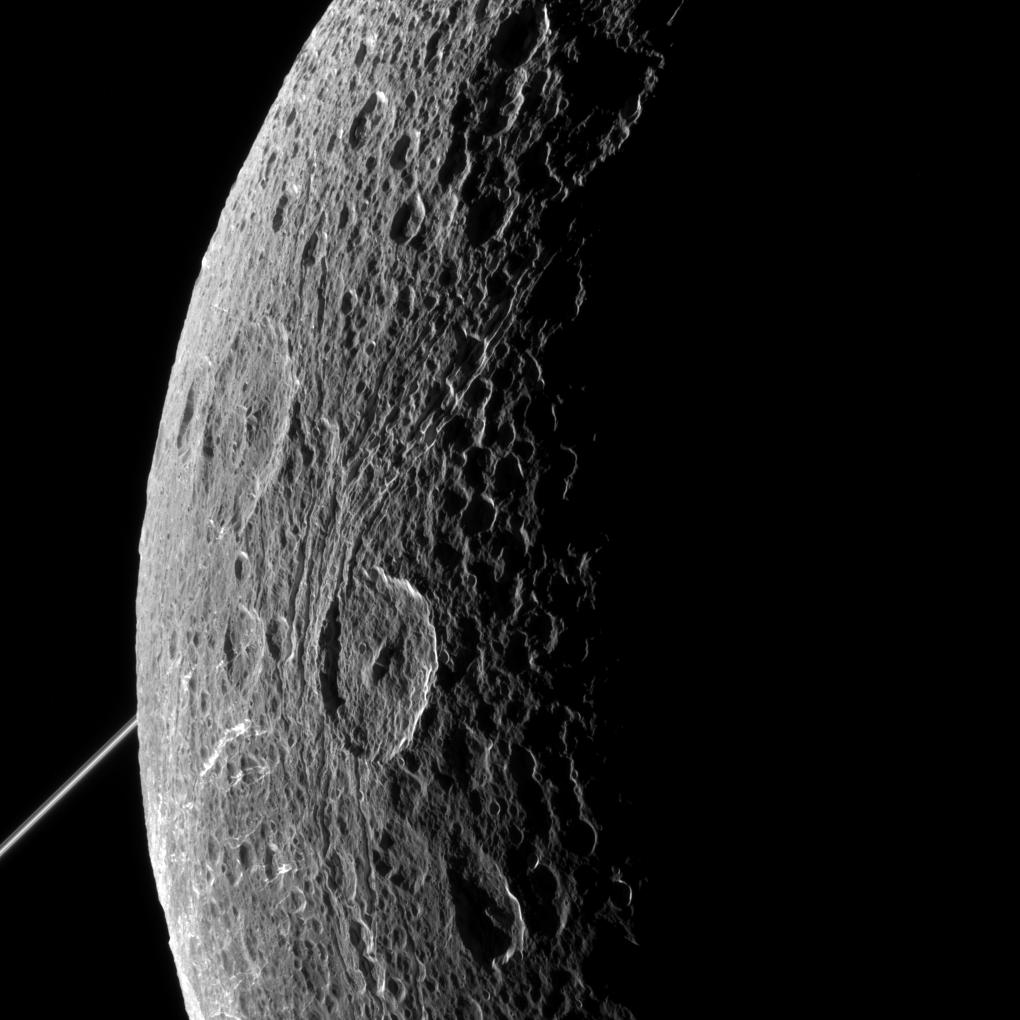
Диона перед кольцами Сатурна
Цветные карты северного и южного полушарий
Цветные карты ведущего и заднего полушарий
Цветная карта
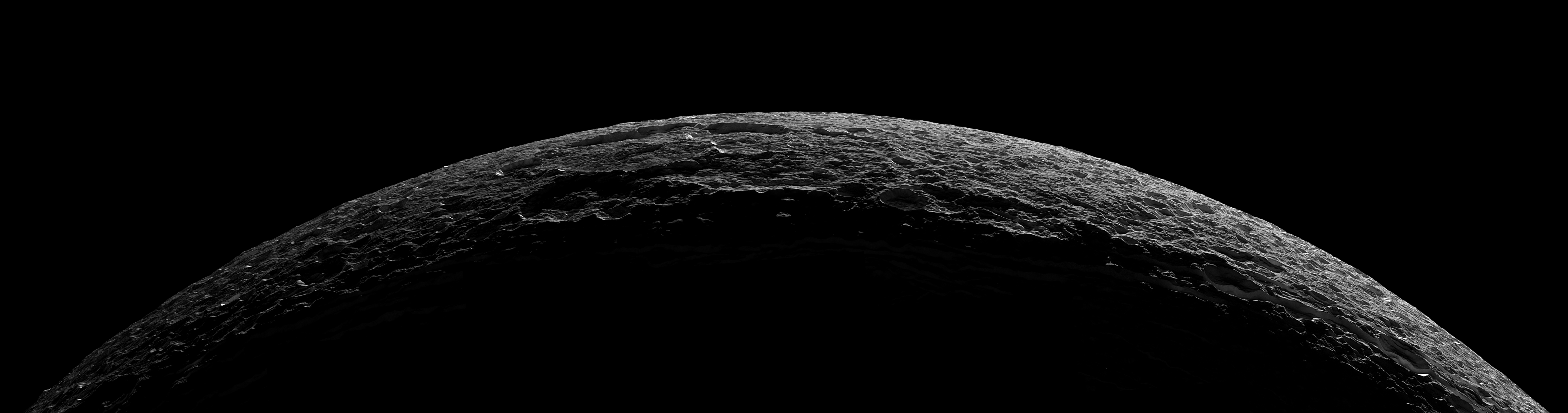
Полумесяц Дионы
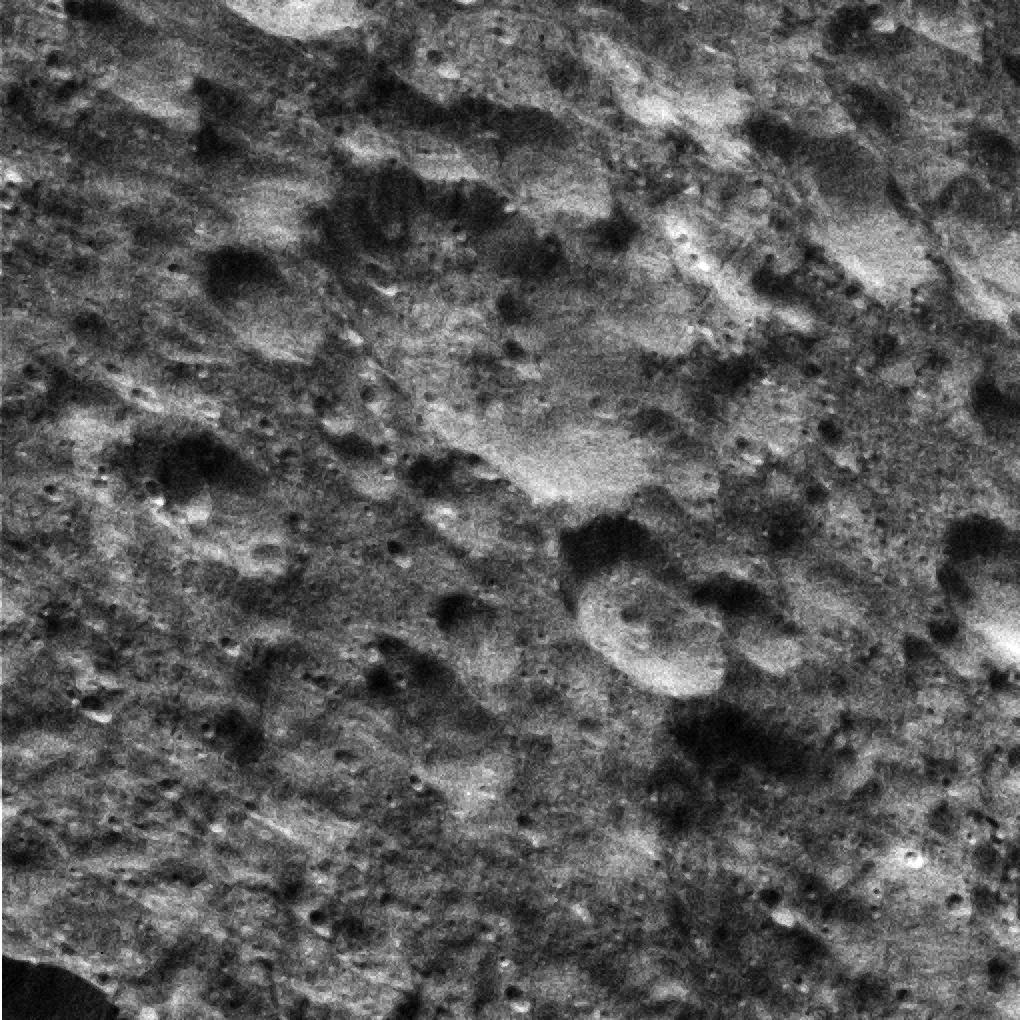
Кратеры на поверхности
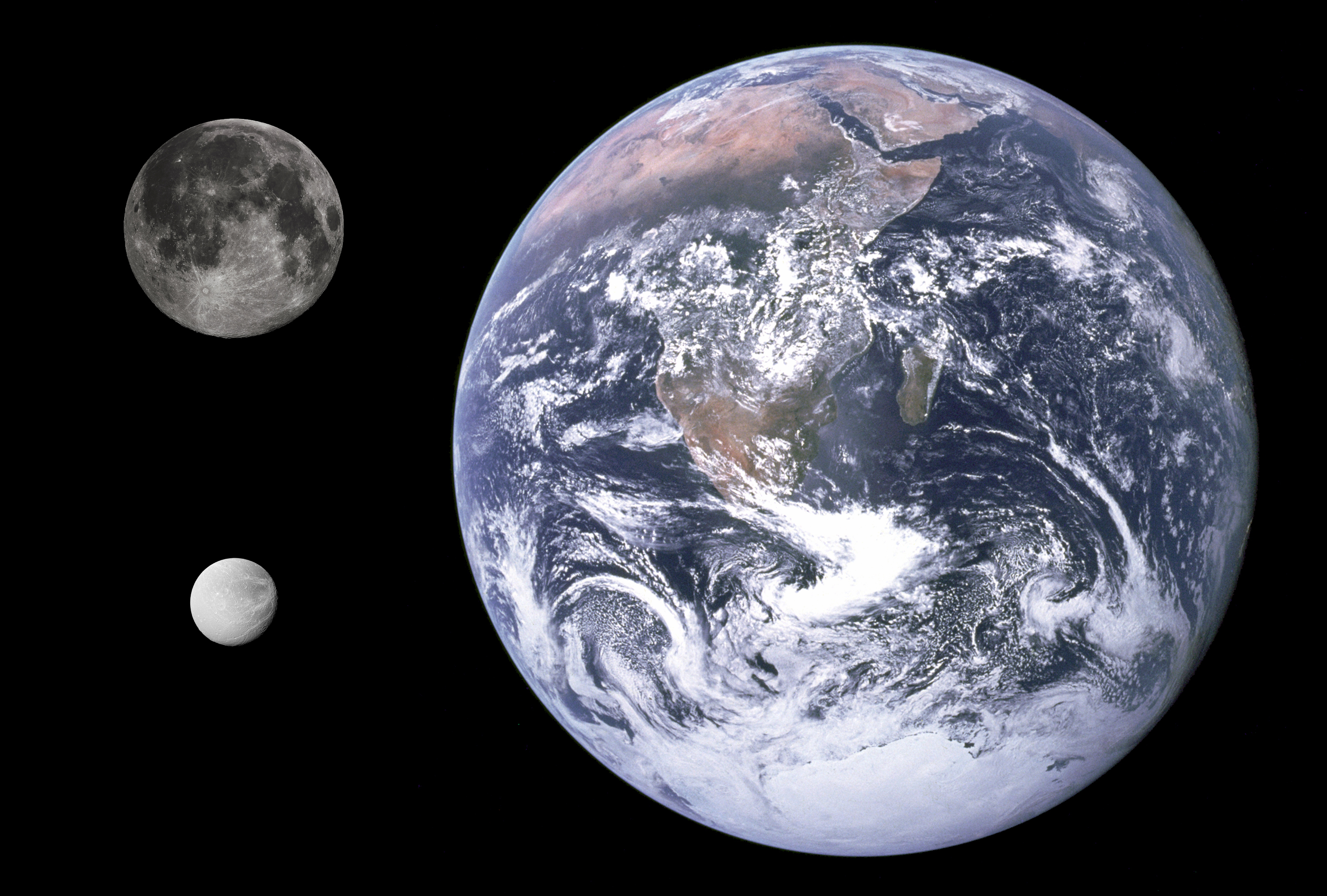
Сравнительные Размеры Земли, Луны и Дионы

## Комментарии
1. ↑  Семь крупнейших спутников Сатурна (в порядке удаления от планеты): Мимас, Энцелад, Тефия, Диона, Рея, Титан и Япет. Остальные известные спутники существенно меньших размеров и масс.
2. ↑  Учитывая спутник карликовой планеты Плутона — Харон. Четырнадцать спутников, более массивных, чем Диона (в порядке уменьшения массы): Ганимед, Титан, Каллисто, Ио, Луна, Европа, Тритон, Титания, Оберон, Рея, Япет, Харон, Ариэль, Умбриэль.